# C. A. R. Hoare
Sir Charles Antony Richard Hoare (Tony Hoare ili C.A.R. Hoare, rođen 11. siječnja, 1934.) je britanski računalni znanstvenik, najpoznatiji po razvitku quicksorta, najpopularnijeg algoritam sortiranja, 1960. Također je razvio Hoare logiku, te formalni jezik Communicating Sequential Processes (CSP), korišten za specificiranje interakcija konkurentnih procesa (uključujući problem večerajućih filozofa te kao inspiracija za programski jezik Occam.

## Životopis
Rođen u Colombou (Šri Lanka) roditelja britanaca, stekao je titulu bakalureata u klasici od Sveučilišta u Oxfordu (Merton College) 1956. Ostao je još jednu godinu u Oxfordu proučavajući postdiplomsku statistiku, te vršeći svoju dužnost u Kraljevskoj mornarici (1956–1958). Kad je naučio govoriti ruski, proučavao je prevođenje prirodnih jezika na Sveučilištu u Moskvi u Sovjetskom Savezu u Kolmogorovljevoj školi.
1960. je napustio Sovjetski Savez te započeo rad u Elliott Brothers, Ltd, gdje je implementirao ALGOL 60 i revno se posvetio radu na algoritmima. Postao je profesor računarskih znanosti na Kraljičinom sveučilištu u Belfastu 1968., a 1977. se preselio natrag u Oxford kao profesor računarstva kako bi vodio skupinu za istraživanje programiranja pri Oxford University Computing Laboratory, a nakon smrti Christophera Stracheyja. Sad obnaša dužnost profesora emeritusa, te je i viši istraživač pri Microsoft Research u Cambridgeu, Engleska.

## Nagrade
- 1980. je primio ACM Turingovu nagradu za "za njegove fundamentalne doprinose definiciji i dizajnu programskih jezika". Nagrada mu je bila dodijeljena na ACM-ovoj godišnjoj konferenciji u Nashvilleu, Tennessee, 27. listopada 1980., od strane Waltera Carlsona, predsjednika komiteta za dodjelu nagrada. Transkript Hoareovog govora je objavljen u časopisu Communications of the ACM.[1]
- 2000. je bio ovitežen za svoje službe u obrazovanju i računarstvu.
- 13. studenog 2006., Computer History Museum u Mountain View, California ga je primio u članstvo kao Fellow of the Museum "za razvoj quicksort algoritma i doživotne doprinose programskim jezicima".

## Knjige
- O.-J. Dahl, E. W. Dijkstra i C. A. R. Hoare. 1972. Structured Programming. Academic Press. ISBN 0-12-200550-3
- C. A. R. Hoare. 1985. Communicating Sequential Processes. Prentice Hall International Series in Computer Science. ISBN 0-13-153271-5 hardback or ISBN 0-13-153289-8 paperback
- C. A. R. Hoare and M. J. C. Gordon. 1992. Mechanised Reasoning and Hardware Design. Prentice Hall International Series in Computer Science. ISBN 0-13-572405-8
- C. A. R. Hoare i He Jifeng. 1998. Unifying Theories of Programming. Prentice Hall International Series in Computer Science. ISBN 0-13-458761-8

## Vanjske poveznice
- web stranica pri Microsoftu — kratka biografija
- Oxford University Computing Laboratory web stranica — Profesor emeritus računarstva
- Savjeti za doktorske studente od strane Tonyja Hoarea — održano na Međunarodnoj ljetnoj školi Marktoberdorf 2006.
- C. A. R. Hoare bibliografija u bazi DBLP